# MediaCoder
MediaCoder est un logiciel qui sert d’interface graphique pour plusieurs utilitaires qui fonctionnent en ligne de commande. L’utilisateur entre les paramètres (format de destination, bitrate, etc.) par le biais de l’interface graphique, et Mediacoder exécute les commandes associées aux choix de l'utilisateur.

## Description
MediaCoder est un convertisseur multimédia permettant de convertir la plupart des formats audio et vidéo courants. Les conversions peuvent être notamment faites à destination d'appareils de poche (téléphones portables, iPods, consoles de jeux, PDA).
Outre ses fonctions de conversion, il peut effectuer des opérations (assez simples) d'édition et de modification sur les fichiers audio-vidéo (rotation, redimensionnement, ajout de sous-titres, ...) et ripper les CD et DVD.
Il est disponible sous Windows et peut fonctionner sous Linux et Mac OS par le biais de l'émulateur Wine.
Les formats supportés sont : MP3, Vorbis, AAC, AAC+ v1/v2, AC-3, MPEG Audio L2, Musepack, WMA, Speex, AMR, ADPCM, FLAC, WavPack, Monkey's Audio, OptimFROG, Apple Lossless, WAV/PCM, H.264, MPEG-4 Part 2, MPEG-1, MPEG-2, H.263, Flash Video, Theora, RealVideo, Windows Media, AVI, MPEG-1, MPEG-2/VOB, MPEG-TS, Matroska, MP4, RealMedia, ASF/WMV, QuickTime, AVCHD, Ogg Media.

## Licence
Avant 2008, Mediacoder était un logiciel libre, les sources ont été hébergées sur le site SourceForge.net. Maintenant il est distribué sous la licence MediaCoder EULA et les codes source ne sont plus disponibles. Depuis, Mediacoder est listé sur la page Hall of Shame sur le site de projet FFmpeg, cette page contient les noms des projets qui violent les règles de la licence (l) GPL.